# Receptor ionotrópico
Canais de íons dependentes de ligantes (LIC ou LGIC na sigla em inglês), também comumente referidos como receptores ionotrópicos, são um grupo de proteínas de canal iônico transmembrana que se abrem para permitir que íons tais como Na+, K+, Ca2+ e/ou Cl− passem pelo membrana em resposta à ligação de um mensageiro químico (ou seja, um ligante), como um neurotransmissor.
Quando um neurônio pré-sináptico é excitado, ele libera um neurotransmissor das vesículas na fenda sináptica . O neurotransmissor então se liga a receptores localizados no neurônio pós-sináptico. Se esses receptores forem canais iônicos controlados por ligantes, uma mudança conformacional resultante abre os canais iônicos, o que leva a um fluxo de íons através da membrana celular. Isso, por sua vez, resulta em uma despolarização, para uma resposta excitatória do receptor, ou uma hiperpolarização, para uma resposta inibitória.
Essas proteínas receptoras são tipicamente compostas por pelo menos dois domínios diferentes: um domínio transmembranar que inclui o poro iônico e um domínio extracelular que inclui o local de ligação do ligante (um local de ligação alostérico). Essa modularidade permitiu uma abordagem de 'dividir e conquistar' para encontrar a estrutura das proteínas (cristalizando cada domínio separadamente). A função de tais receptores localizados nas sinapses é converter o sinal químico do neurotransmissor liberado pré-sinapticamente direta e muito rapidamente em um sinal elétrico pós-sináptico. Muitos LICs são adicionalmente modulados por ligantes alostéricos, por bloqueadores de canais, íons, ou o potencial de membrana. Os LICs são classificados em três grandes famílias que carecem de relação evolutiva: receptores cys-loop, receptores ionotrópicos de glutamato e canais controlados por ATP.

## Receptores Cys-loop
Os receptores cys-loop são nomeados após um loop característico formado por uma ligação dissulfeto entre dois resíduos de cisteína no domínio extracelular N terminal. Eles fazem parte de uma família maior de canais iônicos controlados por ligantes pentaméricos que geralmente não possuem essa ligação dissulfeto, daí o nome provisório "receptores Pro-loop".  Um sítio de ligação no domínio de ligação do ligante N-terminal extracelular dá a eles especificidade de receptor para (1) acetilcolina (AcCh), (2) serotonina, (3) glicina, (4) glutamato e (5) ácido γ-aminobutírico (GABA ) em vertebrados. Os receptores são subdivididos em relação ao tipo de íon que conduzem (aniônico ou catiônico) e ainda em famílias definidas pelo ligante endógeno. Eles são geralmente pentaméricos com cada subunidade contendo 4 hélices transmembrana constituindo o domínio transmembranar, e um tipo sanduíche de folha beta, extracelular, N terminal, domínio de ligação ao ligante. Alguns também contêm um domínio intracelular.
O protótipo do canal iônico controlado por ligante é o receptor nicotínico de acetilcolina. Consiste em um pentâmero de subunidades de proteínas (normalmente ααβγδ), com dois sítios de ligação para acetilcolina (um na interface de cada subunidade alfa). Quando a acetilcolina se liga, ela altera a configuração do receptor (torce as hélices T2 que movem os resíduos de leucina, que bloqueiam o poro, para fora da via do canal) e faz com que a constrição no poro de aproximadamente 3 angstroms se alargue para aproximadamente 8 angstroms de modo que os íons podem passar. Esse poro permite que os íons Na+ fluam a favor de seu gradiente eletroquímico para dentro da célula. Com um número suficiente de canais abertos ao mesmo tempo, o fluxo interno de cargas positivas transportadas pelo Na+ os ions despolarizam a membrana pós-sináptica suficientemente para iniciar um potencial de ação.
Um homólogo bacteriano a um LIC foi identificado, hipotetizado para atuar, no entanto, como um quimiorreceptor. Essa variante procariótica do nAChR é conhecida como receptor GLIC, devido à espécie em que foi identificada; Gloeobacter Ligan-gated Ion Channel.

### Estrutura
Os receptores Cys-loop possuem elementos estruturais bem conservados, com um grande domínio extracelular (ECD) abrigando uma alfa-hélice e 10 fitas beta. Após o ECD, quatro segmentos transmembranares (TMSs) são conectados por estruturas de loop intracelular e extracelular.  Exceto o loop TMS 3-4, seus comprimentos são apenas 7-14 resíduos. O loop TMS 3-4 forma a maior parte do domínio intracelular (ICD) e exibe a região mais variável entre todos esses receptores homólogos. O ICD é definido pelo loop TMS 3-4 junto com o loop TMS 1-2 que precede o poro do canal iônico. A cristalização revelou estruturas para alguns membros da família, mas para permitir a cristalização, o loop intracelular foi geralmente substituído por um linker curto presente nos receptores cys-loop procarióticos, portanto suas estruturas são desconhecidas. No entanto, esse loop intracelular parece funcionar na dessensibilização, modulação da fisiologia do canal por substâncias farmacológicas e modificações pós-traducionais. Motivos importantes para o tráfego estão nele, e o ICD interage com as proteínas do andaime, permitindo a formação de sinapses inibitórias . 

## Receptores ionotrópicos de glutamato
Os receptores ionotrópicos de glutamato se ligam ao neurotransmissor glutamato. Eles formam tetrâmeros com cada subunidade consistindo de um domínio amino terminal extracelular (ATD, que está envolvido na montagem do tetrâmero), um domínio extracelular de ligação ao ligante (LBD, que se liga ao glutamato) e um domínio transmembranar (TMD, que forma o canal iônico). O domínio transmembrana de cada subunidade contém três hélices transmembrana, bem como uma meia hélice de membrana com uma alça reentrante. A estrutura da proteína começa com o ATD no terminal N seguido pela primeira metade do LBD que é interrompido pelas hélices 1, 2 e 3 do TMD antes de continuar com a metade final do LBD e então terminar com a hélice 4 do o TMD no terminal C. Isso significa que existem três ligações entre a DTM e os domínios extracelulares. Cada subunidade do tetrâmero tem um sítio de ligação para o glutamato formado pelas duas seções LBD formando uma forma de concha. Apenas dois desses locais no tetrâmero precisam ser ocupados para abrir o canal iônico. O poro é formado principalmente pela meia hélice 2 de forma que se assemelha a uma canal de potássio.

### Receptor AMPA
O receptor do ácido α-amino-3-hidroxi-5-metil-4-isoxazolpropiônico (também conhecido como receptor AMPA ou receptor quisqualato ) é um receptor transmembrana ionotrópico não NMDA do tipo para glutamato que medeia a transmissão sináptica rápida no sistema nervoso central sistema (SNC). Seu nome é derivado de sua capacidade de ser ativado pelo análogo artificial do glutamato AMPA . O receptor foi chamado pela primeira vez de "receptor quisqualato" por Watkins e colegas após um agonista quisqualato de ocorrência natural. e só mais tarde recebeu o rótulo de "receptor AMPA" em homenagem ao agonista seletivo desenvolvido por Tage Honore e colegas da Escola Real Dinamarquesa de Farmácia em Copenhague.  AMPARs são encontrados em muitas partes do cérebro e são os receptores mais comumente encontrados no sistema nervoso . O tetrâmero do receptor AMPA GluA2 (GluR2) foi o primeiro canal iônico do receptor de glutamato a ser cristalizado . Ligantes incluem:
- Agonistas: Glutamato , AMPA , 5-Fluorowillardiine , ácido domóico , ácido quisquálico , etc.
- Antagonistas: CNQX , ácido quiurênico , NBQX , Perampanel , Piracetam , etc.
- Moduladores alostéricos positivos: Aniracetama , Ciclotiazida , CX-516 , CX-614 , etc.
- Moduladores alostéricos negativos: Etanol , Perampanel , Talampanel , GYKI-52.466 , etc.

### Receptor NMDA
O receptor N-metil-D-aspartato (receptor NMDA) - um tipo de receptor ionotrópico de glutamato - é um canal iônico controlado por ligante que é fechado pela ligação simultânea de glutamato e um co-agonista (ou seja, D-serina ou glicina ). Estudos mostram que o receptor NMDA está envolvido na regulação da plasticidade sináptica e da memória.
O nome "receptor NMDA" é derivado do ligante N-metil-D-aspartato (NMDA), que atua como um agonista seletivo nesses receptores. Quando o receptor NMDA é ativado pela ligação de dois co-agonistas, o canal catiônico se abre, permitindo que Na+ e Ca2+ fluam para dentro da célula, elevando, por sua vez, o potencial elétrico da célula. Assim, o receptor NMDA é um receptor excitatório. Em potenciais de repouso , a ligação de Mg2+ ou Zn2+ em seus sítios de ligação extracelulares no receptor bloqueia o fluxo iônico através do canal do receptor NMDA. No entanto, quando os neurônios são despolarizados, por exemplo, por intensa ativação de receptores AMPA pós-sinápticos colocalizados, o bloqueio dependente de voltagem pelo Mg2+ é parcialmente aliviado, permitindo o influxo de íons através dos receptores NMDA ativados. O influxo de Ca2+ resultante pode desencadear um variedade de cascatas de sinalização intracelular, que podem alterar a função neuronal através da ativação de várias quinases e fosfatases.  Ligantes incluem:
- Co-agonistas endógenos primários: glutamato e D-serina ou glicina
- Outros agonistas: ácido aminociclopropanocarboxílico ; D-cicloserina; L-aspartato; quinolinato , etc.
- Agonistas parciais: ácido N-metil-D-aspártico (NMDA); NRX-1074; 3,5-dibromo-L-fenilalanina,  etc.
- Antagonistas: cetamina, PCP, dextropropoxifeno, cetobemidona, tramadol, ácido quinurênico ( endógeno ), etc.

## Canais controlados por ATP
Os canais controlados por ATP se abrem em resposta à ligação do nucleotídeo ATP. Eles formam trímeros com duas hélices transmembrana por subunidade e ambos os terminais C e N no lado intracelular.

## Relevância clínica
Os canais iônicos controlados por ligantes provavelmente são o principal local em que os agentes anestésicos e o etanol têm seus efeitos, embora ainda não tenha sido estabelecida evidência inequívoca disso. Em particular, os receptores GABA e NMDA são afetados por agentes anestésicos em concentrações semelhantes às usadas em anestesia clínica. 
Compreendendo o mecanismo e explorando o componente químico/biológico/físico que poderia funcionar nesses receptores, mais e mais aplicações clínicas são comprovadas por experimentos preliminares ou FDA . A memantina é aprovada pelo USFDA e pela Agência Europeia de Medicamentos para o tratamento da doença de Alzheimer moderada a grave,  e agora recebeu uma recomendação limitada do Instituto Nacional de Saúde e Excelência em Cuidados do Reino Unido para pacientes que falham em outras opções de tratamento.  A agomelatina, é um tipo de fármaco que atua sobre uma dupla melatonérgica - serotonérgica, que mostraram sua eficácia no tratamento da depressão ansiosa durante os ensaios clínicos, o estudo também sugere a eficácia no tratamento da depressão atípica e melancólica 